# Consulta popular anticorrupción de Colombia
La consulta popular anticorrupción de Colombia fue un proceso electoral que se realizó el domingo 26 de agosto de 2018 en Colombia. La papeleta de votación constó de siete preguntas para que los votantes pudieran aprobar o rechazar (Sí o No). En la historia del país es la primera consulta popular que se ha realizado a nivel nacional.
La realización de la consulta fue aprobada por 84 votos a favor y 0 en contra el 5 de junio de 2018 en la plenaria del Senado de la República. Para que fueran aprobados los mandatos, era necesario obtener al menos 12 140 342 de votos (33,3 % del censo electoral vigente) y que el Sí obtenga más del 50% de los votos. De haber sido aprobada se habría debido tramitar dicha norma por el Congreso de la República, sin embargo la abstención electoral durante la jornada, impidió que se alcanzara el umbral, y por tanto no fue aprobada.
Las preguntas de la  consulta, estaban referidas al salario y periodo de funcionarios públicos, la contratación con el Estado, participación ciudadana y rendición de cuentas.

## La consulta popular
La consulta popular fue el resultado de una campaña llamada "Consulta Popular Anticorrupción", emprendida por, en su momento, la senadora Claudia López Hernández, la representante a la cámara Angélica Lozano del partido Alianza Verde y el activista Carlos Felipe Parra. Fue coordinada por Felipe Jiménez Ángel Según la constitución, se puede convocar una consulta popular si el 5% de los votantes registrados firman una petición a favor. Entre el 24 de enero y el 26 de julio de 2017 se recogieron un total de 4 236 682 firmas, con 3 092 238 reconocidas como válidas por la Registraduría hg del Estado Civil, por encima del umbral del 5% (1 762 083). El Senado aprobó la consulta el 5 de junio de 2018, con el presidente Juan Manuel Santos firmando el decreto 1028/2018 el 18 de junio para la consulta.  La convocatoria a la consulta tuvo polémicas, debido a que importantes líderes de opinión señalaron de posibles redundancias de algunas preguntas con la normatividad existente, y otras preguntas fueron señaladas de inconstitucionales.

### Costo
Según el Consejo Nacional Electoral (Colombia) la consulta popular anticorrupción costó 310.479'000.000 de pesos colombianos, es decir más de 100 millones de dólares.

## Resultados
| # | Pregunta | Sí         | No      |
| - | --- | ---------- | ------- |
| 1 | ¿Aprueba usted reducir el salario de los congresistas de 40 a 25 Salarios Mínimos Legales Mensuales Vigentes-SMLMV, fijando un tope de 25 SMLMV como máxima remuneración mensual de los congresistas y altos funcionarios del Estado señalados en el artículo 197 de la Constitución Política? | 11.420.208 | 96.149  |
| 2 | ¿Aprueba usted que las personas condenadas por corrupción y delitos contra la administración pública deban cumplir la totalidad de las penas en la cárcel, sin posibilidades de reclusión especial, y que el Estado unilateralmente pueda dar por terminados los contratos con ellas y con las personas jurídicas de las que hagan parte, sin que haya lugar a indemnización alguna para el contratista ni posibilidad de volver a contratar con el Estado? | 11.463.662 | 52.819  |
| 3 | ¿Aprueba usted establecer la obligación a todas las entidades públicas y territoriales de usar pliegos tipo, que reduzcan la manipulación de requisitos habilitantes y ponderables y la contratación a dedo con un número anormalmente bajo de proponentes, en todo tipo de contrato con recursos públicos? | 11.428.985 | 70.414  |
| 4 | ¿Aprueba usted establecer la obligación de realizar audiencias públicas para que la ciudadanía y los corporados decidan el desglose y priorización del presupuesto de inversión de la Nación, los departamentos y los municipios, así como en la rendición de cuentas sobre su contratación y ejecución? | 11.396.597 | 101.333 |
| 5 | ¿Aprueba usted obligar a congresistas y demás corporados a rendir cuentas anualmente sobre su asistencia, iniciativas presentadas, votaciones, debates, gestión de intereses particulares o de lobbistas, proyectos, partidas e inversiones públicas que haya gestionado y cargos públicos para los cuales hayan presentado candidatos? | 11.461.685 | 45.548  |
| 6 | ¿Aprueba usted obligar a todos los electos mediante VOTOS popular a hacer público a escrutinio de la ciudadanía sus declaraciones de bienes, patrimonio, rentas, pago de impuestos y conflictos de interés, como requisito para posesionarse y ejercer el cargo; incorporando la facultad de iniciar de oficio investigaciones penales y aplicar la extinción de dominio al elegido y a su potencial red de testaferros como su cónyuge, compañero o compañera permanente, a sus parientes dentro del cuarto grado de consanguinidad, segundo de afinidad y primero civil, y a sus socios de derecho o de hecho? | 11.426.964 | 65.075  |
| 7 | ¿Aprueba usted establecer un límite de máximo tres periodos para ser elegido y ejercer en una misma corporación de elección popular como el Senado de la República, la Cámara de Representantes, las Asambleas Departamentales, los Concejos Municipales y las Juntas Administradoras Locales? | 11.280.148 | 110.519 |

Como ninguna pregunta pasó el umbral de los 12 140 342 (33,33%) de votos, ninguna fue aprobada.

## Después de la consulta
Debido  la cantidad de votos a favor en la consulta, el propio presidente de Colombia Iván Duque presentó la consulta con los mismos puntos para ser aprobada por el congreso. La siguiente tabla muestra el estado de las propuestas presentadas actualizadas a octubre de 2019.
| Pregunta                                                                                                   | Estado    | Ley      |
| --- | --------- | -------- |
| ¿Aprueba reducir el salario de los congresistas ?                                                          | Rechazado | No       |
| ¿Aprueba que los condenados por corrupción y otros delitos cumplan la totalidad de las penas en la cárcel? | Aprobado  | Aprobada |
| Pliegos tipo para la contratación pública                                                                  | Aprobado  | Aprobada |
| Discusión de presupuestos con participación ciudadana                                                      | En visto  | No       |
| Rendición de cuentas de los congresistas                                                                   | Aprobado  | Aprobada |
| Publicación de la declaración de renta                                                                     | Aprobado  | Aprobada |
| Límite a periodos en corporaciones públicas                                                                | Rechazado | No       |